# Fernand Meese
Fernand Meese (Brugge, 1954. november 5. –) belga nemzetközi labdarúgó-játékvezető.		

## Pályafutása

### Nemzetközi játékvezetés
A Belga labdarúgó-szövetség Játékvezető Bizottsága (JB) 1993-ban terjesztette fel nemzetközi játékvezetőnek, a Nemzetközi Labdarúgó-szövetség (FIFA) bíróinak keretébe. Több nemzetek közötti válogatott és klubmérkőzést vezetett. A belga nemzetközi játékvezetők rangsorában, a világbajnokság-Európa-bajnokság sorrendjében többedmagával a 34. helyet foglalja el 1 találkozó szolgálatával. Az aktív nemzetközi játékvezetéstől 1999-ben a FIFA 45 éves korhatárát elérve búcsúzott. Válogatott mérkőzéseinek száma: 4.

#### Európa-bajnokság
Az európai-labdarúgó torna döntőjéhez vezető úton Belgiumba és Hollandiába a XI., a 2000-es labdarúgó-Európa-bajnokságra az UEFA JB játékvezetőként foglalkoztatta.
| Időpont           | Helyszín                              | Mérkőzés típusa           | Mérkőzés        | Eredmény | Nézők száma |
| ----------------- | ------------------------------------- | ------------------------- | --------------- | -------- | ----------- |
| 1998. október 10. | Antonis Papadopoulos Stadion, Larnaka | előselejtező (6. csoport) | Ciprus–Ausztria | 0 : 3    | 11 000      |

## Sportvezetőként
Az aktív játékvezetést befejezve a FIFA JB keretében ellenőrként tevékenykedett, majd alkalmazottként biztonsági felügyelőként tevékenykedik.